# Les Drames de l'Alaska
Pour les articles homonymes, voir The Barbarian.
Pour plus de détails, voir Fiche technique et Distribution.
Les Drames de l'Alaska (The Barbarian) est un film américain réalisé par Donald Crisp en 1920 et sorti en salles l'année suivante.

## Synopsis
Eric, élevé dans les bois sauvages du Nord-ouest canadien par son père, un érudit qui a choisi de vivre en ermite, se retrouve seul à la mort de celui-ci. Un groupe de spéculateurs tente de voler la propriété d'Eric en montrant un faux document. Le jeune homme pour la première fois de sa vie, rencontre une femme blanche, Floria, la fille de James Heatherton, venu inspecter les champs miniers à proximité. Le représentant de Heatherton, Brant, veut conclure l'affaire avec l'avocat d'Eric, mais Redwing – qui a été témoin de la mort de Straive – raconte comment les choses se sont réellement passées. Eric, furieux, s'apprête à tuer Brant mais est arrêté par Floria. En possession de son héritage, Eric peut décider quoi en faire : il fondera un conservatoire où les pauvres pourront étudier la musique et réalise ainsi le rêve de Floria.

## Fiche technique
- Titre : Les Drames de l'Alaska
- Titre original : The Barbarian
- Réalisation : Donald Crisp
- Scénario : E. P. Health, Milton Markwell, d'après The Barbarian de Theodore Seixas Solomons
- Production : Monroe Salisbury
- Societé de production : The Monroe Salisbury Players Inc.
- Distribution : The Monroe Salisbury Players Inc.
- Genre : Drama
- Langue originale : anglais
- Pays :  États-Unis
- Format : Noir et blanc
- Date de sortie : 1921

## Distribution
- Monroe Salisbury : Eric Straive
- George Burrell : Elliott Straive
- Barney Sherry : James Heatherton
- Elinor Hancock : Mrs. Heatherton
- Jane Novak : Floria Heatherton
- Anne Cudahy : Sylvia Heatherton
- Michael Cudahy : Roswell Heatherton
- Alan Hale	: Mark Grant
- Milton Markwell : Mainhall
- Lillian Leighton : Redwing